# Braunschweiger Leit- und Informationssystem für Kultur

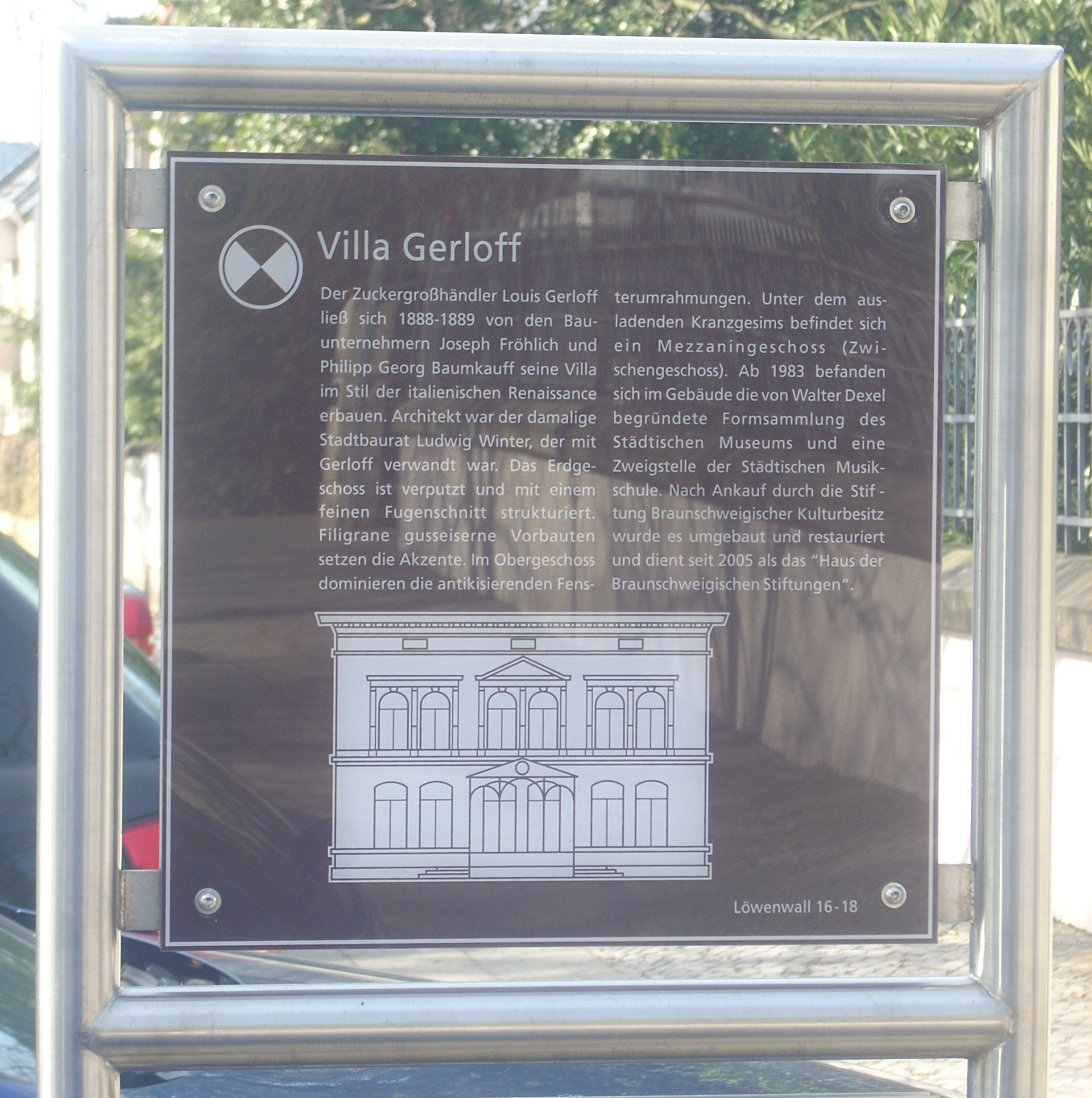
Infotafel des BLIKs für Kulturdenkmale: Hier für die Villa Gerloff am Löwenwall.

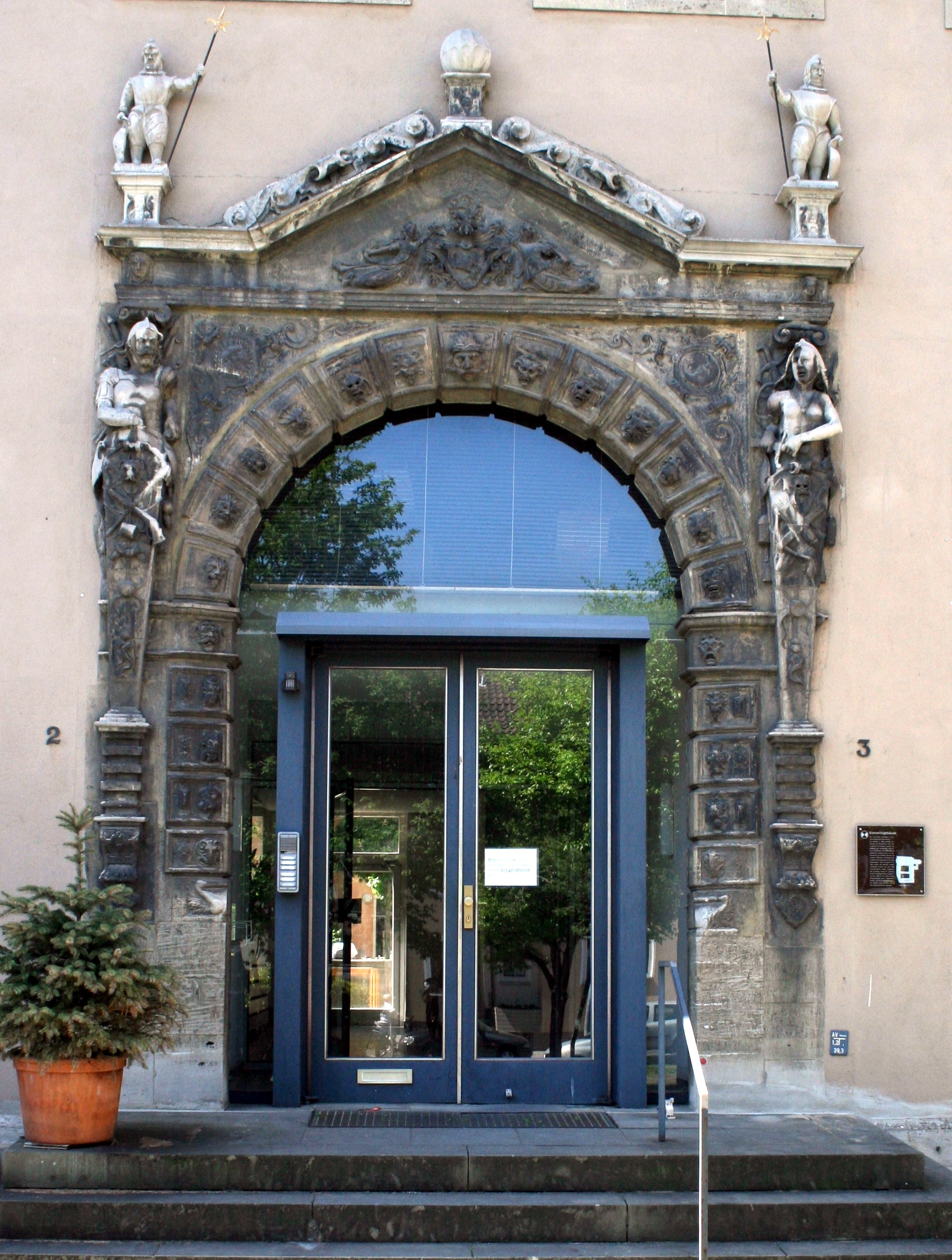
Eine BLIK-Tafel an einem Portal des Brüdernklosters

Das Braunschweiger Leit- und Informationssystem für Kultur BLIK erschließt und beschildert die Kulturdenkmale Braunschweigs. Ferner informiert es über bedeutende Persönlichkeiten, die in der Stadt geboren wurden oder gewirkt haben. Darüber hinaus werden die BLIK-Schilder zu thematischen Wegen verknüpft.

## Allgemeines
Das BLIK will sowohl die Bürger als auch die Gäste der Stadt auf ihre Baudenkmale und Persönlichkeiten aufmerksam machen. Das Beschilderungssystem weist ein einheitliches Erscheinungsbild auf. Die Schilder sind quadratisch gestaltet und besitzen die internationale Kulturinformationsfarbe Braun, wodurch sie einen hohen Erkennungswert für Kulturinteressierte und Touristen haben. Diese Farbe ist beispielsweise durch die weit verbreiteten touristischen Hinweisschilder bekannt.
Das BLIK wurde 1995 von dem Psychologen Heiner Erke (1939–2007) von der Technischen Universität Braunschweig und der Designerin Claudia Albrecht zusammen mit der Stadt Braunschweig entwickelt. Die Zahl der Schilder wird seitdem systematisch ausgebaut. 2008 gab es bereits mehr als 100 Kulturdenkmaltafeln und bis 2011 wurden 38 Persönlichkeitstafeln aufgestellt.

## BLIK-Schilder

### Kulturdenkmale
Die BLIK-Schilder für Kulturdenkmale werden mit einem an das Kennzeichen der Haager Konvention zum Schutz von Kulturgut angelehntem Zeichen symbolisiert. Dabei gibt es zwei Formen von Informationsschildern für Kulturdenkmale: Objektschilder stellen einzelne Bauwerke vor und Ensembleschilder stellen Gebäudegruppen bzw. Gruppen von Kulturdenkmalen vor. Die BLIK-Schilder informieren über Wissenswertes, die Geschichte und besondere Bedeutung von Baudenkmalen und verfügen über Abbildungen.

### Persönlichkeiten

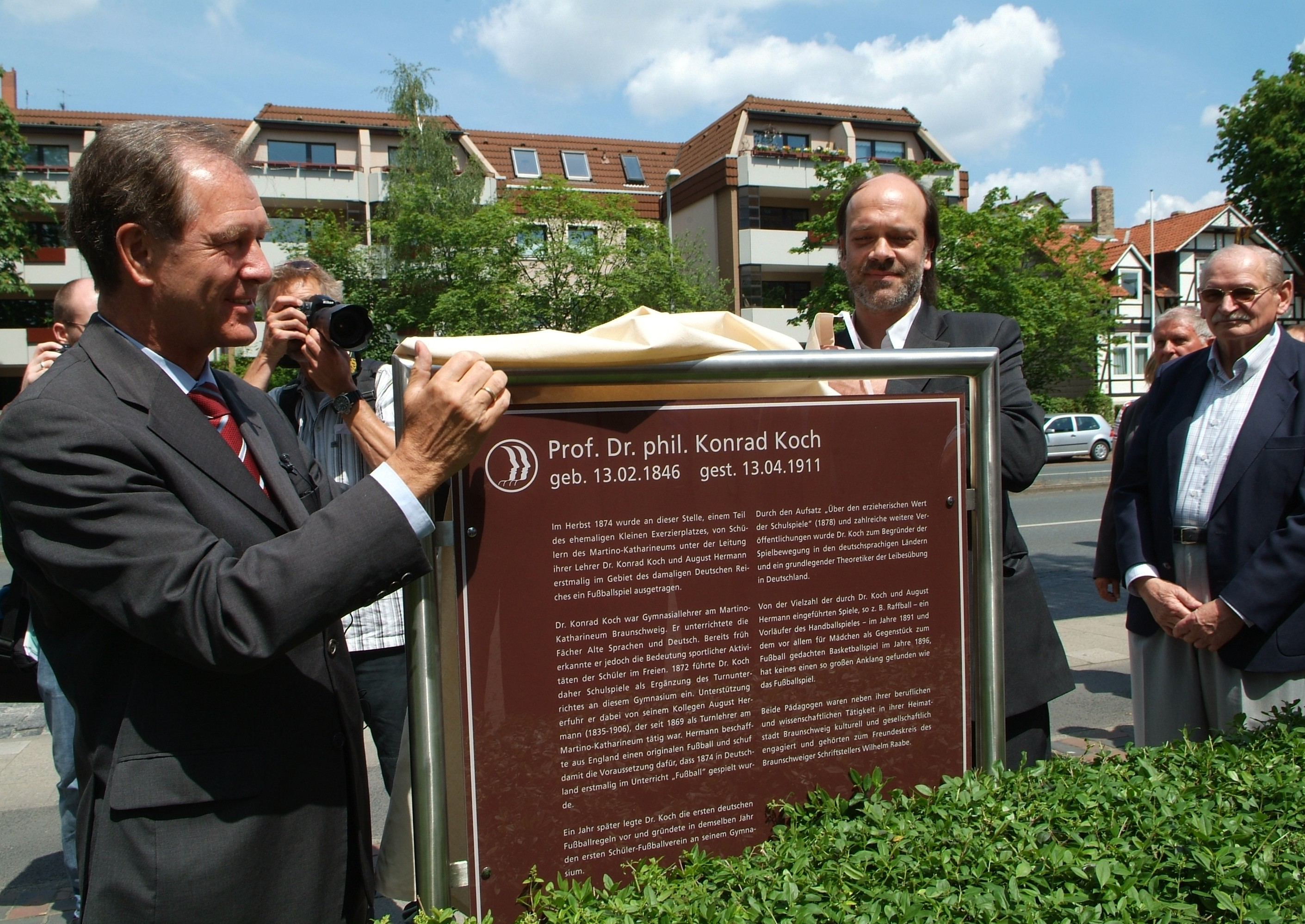
Enthüllung der Gedenktafel für Konrad Koch: (v.l.nr.): Oberbürgermeister Gert Hoffmann und ganz rechts Kurt Hoffmeister.

Die BLIK-Schilder für Persönlichkeiten werden mit einem Zeichen aus zwei seitlich gesehenen Köpfen symbolisiert. Die BLIK-Persönlichkeitstafeln werden an den Wohn- oder Wirkstätten der Persönlichkeiten angebracht. Das Projekt befindet sich in Trägerschaft der Stadt Braunschweig und der Bürgerstiftung Braunschweig und die Tafeln werden meist aus privaten Geldern finanziert.

### Wege
Derzeit werden die BLIK-Schilder im Internet zu thematischen Wegen verknüpft. Realisiert wurden bisher der Kleine-Dörfer-Weg, der Weg zu Krahe und der Weg zu Uhde.

## Weitere Schilder
Nach dem Vorbild des Leit- und Informationssystems für Kultur werden derzeit auch Informationstafeln für Braunschweiger Gedenkorte entwickelt und aufgestellt. Diese unterscheiden sich nur in der Farbe von den BLIK-Schildern: Sie sind grau gestaltet. Außerdem haben sie das Zeichen für Braunschweiger Gedenkorte, bestehend aus zwei X.